# Agalinis tarijensis
Agalinis tarijensis är en snyltrotsväxtart som först beskrevs av R.E. Fries, och fick sitt nu gällande namn av W.G. D'arcy. Agalinis tarijensis ingår i släktet Agalinis och familjen snyltrotsväxter. Inga underarter finns listade i Catalogue of Life.